# طب سوزنی

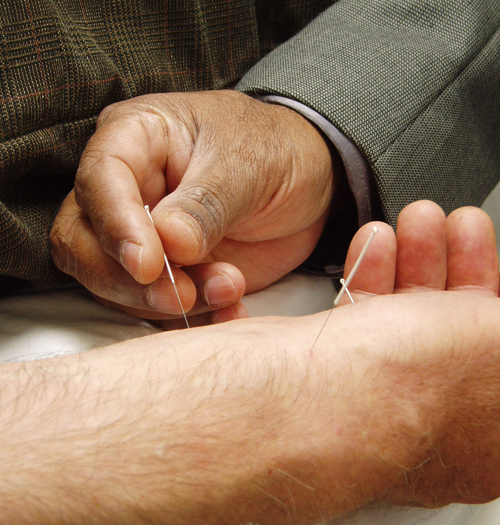
طب سوزنی

طب سوزنی (به انگلیسی: Acupuncture) یا سوزن درمانی (به چینی: 针灸) گونه‌ای از پزشکی جایگزین است که از مهم‌ترین شاخه‌های طب سنتی چین به‌شمار می‌رود و با فروکردن سوزن در بدن انجام می‌شود. طب سوزنی یک شبه‌علم است؛ زیرا تئوری‌های این گونه طب بر اساس روش‌های علمی نیست و به همین خاطر، یک نوع از شیادی سلامت (quackery) دانسته می‌شود. روش طب سوزنی با توجه به کشوری که در آن اجرا می‌شود متفاوت است و از فلسفه‌ها و شیوه‌های فکری متفاوتی سرچشمه می‌گیرند. هرچند درمانگران این روش مدعی هستند که می‌توان طیف بیشتری از بیماری‌ها را با طب سوزنی درمان کرد؛ اما طب سوزنی همیشه در تلفیق با شیوه‌های دیگر درمان استفاده می‌شود.
آزمایش‌ها و مرور سیستماتیک متناقض هستند که می‌تواند نشانگر بی‌اثری طب سوزنی باشد. یکی از بررسی‌های بنیاد همیاری کاکرین نشان داد که طب سوزنی بر طیف گسترده‌ای از بیماری‌ها بی‌اثر است. یک مرور سیستماتیک در دانشگاه اکستر و دانشگاه پلیموث مدرک کمی در اثباتی اثربخشی این شیوه برای تسکین درد یافت. در کل، مدارک نشان می‌دهند که درمان کوتاه مدت طب سوزنی تأثیر بلند مدت ندارد. برخی تحقیق‌ها نشان داده‌اند که طب سوزنی بر برخی از دردها تأثیرگذار است اما اکثر این تحقیقات اثر آن را بر اثر خاصیت خودِ روش درمانی نمی‌دانند. یک مرور سیستماتیک نتیجه گرفت که اثر ضد دردی طب سوزنی به نظر می‌رسد فاقد ارتباط بالینی است و نمی‌توان آن را به روشنی از تعصب تمیز داد. یک فراتحلیل نشان داد که طب سوزنی برای کمردرد مزمن به عنوان درمانی مکمل در کنار درمان اصلی مقرون به صرف است، در حالی که یک مرور سیستماتیک جداگانه شواهد کافی برای مقرون به صرفه بودن طب سوزنی در درمان کمردرد مزمن پیدا نکرد.
در این طب با فروکردن سوزن‌های بسیار نازک به نقاط خاصی از بدن (که گذرگاه‌های انرژی دانسته می‌شوند) برای تسکین درد یا درمان مشکل خاصی از بیمار استفاده می‌شود. تئوری طب سوزنی مدعی است که این نقاط خاص بر روی مسیرهای خاصی از بدن با نام گذرگاهmeridian قرار دارند که انرژی حیات که در زبان چینی به آن «چی» (QI) گفته می‌شود در آن‌ها جریان دارد.
پس از آن که طب سوزنی نیز مانند سایر روش‌های طب سنتی در دنیا، از سیستم‌های پزشکی و بهداشتی چین حذف و با طب کلاسیک جدید جایگزین شده بود، در زمان مائو و به دلیل کمبود پزشک در چین، مجدداً بر سر زبان‌ها افتاد.

## تاریخچه طب سوزنی

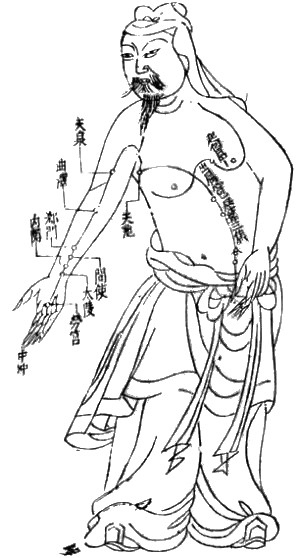
نقشه طب سوزنی از دوره دودمان مینگ

سازمان بهداشت جهانی و مؤسسه ملی سلامت آمریکا نام بیش از سی بیماری را در زمره موارد حیطه درمان توسط طب سوزنی اعلام کرده‌اند. 
تاریخچه استفاده از طب سوزنی در کشور چین به دوران نوسنگی بازمی‌گردد که در آن زمان از سنگ‌هایی نوک تیز به نام «بیان شی» استفاده می‌شد. سوزن‌های سنگی طب سوزنی مربوط به پنج هزار سال پیش توسط باستان‌شناسان در کشور چین کشف شده است. نخستین کتاب چینی که در آن در مورد طب سوزنی بحث شده است کتاب «طب داخلی کلاسیک امپراتور زرد» می‌باشد که در حدود ۲۳۰۰ سال پیش نوشته شده است. آن کتاب از انواع سوزن‌های فلزی، گذرگاه‌های انرژی در بدن و نقاط خاص بر روی آنها، انواع روش‌های فروکردن سوزن در بدن و انواع بیماری‌هایی که می‌توان با استفاده از طب سوزنی آن‌ها را درمان کرد بحث کرده است.

## تئوری طب سنتی چین
طب سنتی چین شاخه‌ای کل‌نگر از پزشکی با قدمتی پنج هزارساله است که حتی پس از مدتی چنین طولانی، همچنان در حال حاضر نیز در بسیاری از کشورهای پیشرفته دنیا به عنوان مکملی برای پزشکی غربی، کاربرد فراوانی برای ارتقاء سلامت و درمان بیماران دارد. کتاب «طب داخلی امپراتور زرد» مهم‌ترین مرجع باقی‌مانده از ۲۵۰۰ سال پیش است که حاوی مبانی اصلی طب سوزنی است.
به باور طب سوزنی ریشه هر بیماری را می‌توان در اختلال به‌وجود آمده در الگوی انرژی حیاتی الکترومغناطیسی بدن جستجو کرد و بنابراین هر بیماری را می‌توان با اصلاح این الگو درمان نمود. این بدین معنی است که اگر بدن ما در هماهنگی با انرژی‌های درونی خود باشد به‌طور طبیعی سالم خواهیم بود. در چنین شرایطی یاخته‌ها و دستگاه ایمنی بدنمان در حداکثر توانایی و ظرفیت برای مقاومت در برابر عوامل بیماری‌زا می‌باشد. هر بیماری نخست خود را به صورت یک اختلال در تعادل انرژی حیاتی در مسیرهای انرژی زیستی و همین‌طور اندام‌های حیاتی بدن نشان می‌دهد. چنانچه بیماری در این مرحله اولیه درمان نشود تبدیل به یک بیماری علامت دار یا اختلال عملکرد مزمن می‌شود.

تئوری یین و یانگ پایه‌ای‌ترین مفهوم در طب سوزنی می‌باشد. در این طب باور بر این است که جهان هستی از تعامل و ترکیب این دو نیروی مکمل به حیات خود ادامه می‌دهد. جنبش، فعالیت و حرکت را می‌توان به یانگ (Yang) و قرار و آرامش و سکون را به یین (Yin) نسبت داد.[۵۴]
هر اندام بدن نیز در درون خود دارای بعد یین(Yin) و یانگ(Yang) می‌باشد. مجموعه یین و یانگ بدن در حالت بهینه و سلامت در تعادل است اما بیماری هنگامی عارض می‌شود که تعادل میان یین(Yin) و یانگ (Yang) بیش از حد نوسان‌های معمول در شبانه روز برهم بخورد. در صورت افزایش یانگ (و کاهش یین) بیماری با طبیعت گرم و در صورت افزایش یین (و کاهش یانگ) بیماری با طبیعت سرد ظاهر می‌شود.
درمان بیماری در طب چینی، شامل جایگزین نمودن یین یا یانگ کاهش یافته یا آرام نمودن یانگ یا یین اضافی است. به این ترتیب پزشک می‌تواند به شعور ذاتی بدن بیمار کمک کند تا تعادل ازدست‌رفته خود را دوباره به‌دست آورد. به این منظور، پزشک از طریق معاینه زبان و نبض و توجه به شرح حال بیمار تلاش می‌کند ریشه اصلی بیماری و نیز طبیعت بیماری را تشخیص دهد تا بتواند با به‌کارگیری روش‌های مختلف نظیر طب سوزنی، گیاه‌درمانی، اصلاح شیوه زندگی (رژیم غذایی، فعالیت بدنی،..) با فناوری‌های امروزی، به بهبود بیماری کمک کند. هنگامی که تعادل انرژی‌های درونی و نیروهای یین و یانگ در بدن مستقر می‌شود، تعادل به بدن بازمی‌گردد.
طب سوزنی مهم‌ترین بخش طب سنتی چین به حساب می‌آید و اصل اساسی در آن، درمان بیمار به عنوان یک کلیت ترکیب یافته از ابعاد سه‌گانه جسم، ذهن و روح از طریق توجه به ریشه‌های اصلی بیماری و نه صرف سرکوب علائم مربوط به بیماری است.
در این شیوه درمانی پزشک با وارد نمودن سوزن‌های استریل ظریف و یکبار مصرف از جنس استیل در سطح بدن (بسته به موضع از زیر پوست تا بافت چربی و حداکثر تا عضله)، با به حرکت درآوردن جریان الکترومغناطیسی (چی Qi) موردنیاز برای کار کردن صحیح سلول‌ها و بافت‌های بدن، از یکسو انباشتگی و انسداد چی را برطرف می‌کند و از سوی دیگر کمبود انرژی حیاتی را در اندام‌ها و مسیرهای مربوط به آن‌ها در سراسر بدن، درمان می‌کند.
سوزن‌های مورد استفاده در این طب بسیار ظریف است و به همین دلیل معمولاً باعث احساس درد نمی‌شود. البته گاهی در منطقی از سطح بدن که انباشتگی چی وجود داشته باشد ممکن است احساس درد ملایم یا سوزش در محل واردکردن سوزن احساس شود که ظرف چند ثانیه به احساس خوشایندی از گرما، جریان، آرامش و رهایی تبدیل شود.
طب سوزنی دانش دقیق و حساب شده‌ای برای تأثیرگذاری بر تولید، فرایند، ذخیره‌سازی، توزیع و عملکرد انرژی حیاتی در ارگانیسم انسانی است. طب سوزنی کمک می‌کند تا تعادل چی در بدن به وضعیت مطلوب بازگردد و از راه استقرار در وضعیت پایدار چنین تعادلی، فرد می‌تواند تجربه هماهنگی با کل هستی که همان تعریف اصلی سلامت می‌باشد را تجربه کند.

## اثر بخشی طب سوزنی
انجمن طب سوزنی بریتانیا پس از بررسی پیامدهای درمان سی و چهار هزار بیمار توسط ۵۷۴ درمانگر طب سوزنی، با ارائه مقاله‌ای در مجله معتبر «ژورنال بریتانیایی پزشکی» British Medical Journal در ماه سپتامبر ۲۰۰۱ چنین اعلام نمود که طب سوزنی در صورتی که توسط پزشکان آموزش دیده در دوره‌های استاندارد انجام شود، بسیار ایمن و فاقد هرگونه عارضه جدی است.
امروزه طب سوزنی به عنوان مهم‌ترین رویکرد در طب چین، پرطرفدارترین شیوه طب سنتی بین پزشکان در سراسر جهان است. طی پنجاه سال گذشته، تعداد بیشماری از پزشکان از کشورهای گوناگون پس از طی دوره پزشکی عمومی یا دوره تخصصی پزشکی کلاسیک با تحصیل در دانشگاه‌ها و دانشکده‌های بین‌المللی طب سوزنی چین نظیر آکادمی طب سوزنی پکن (CBIATC) و شانگهای، این طب را فراگرفته و در کشورهای خود مشغول به طبابت با این شیوه می‌باشند.
طب سوزنی در بسیاری از بیماری‌ها جایگاه درمانی ویژه‌ای دارد و در درمان برخی بیماری‌ها یک سروگردن بالاتر از طب نوین قرار می‌گیرد.
به عنوان مثال سردردهایی با منشأ نامشخص یا درمان پای بی‌قرار یا حتی اختلالات روحی روانی همچون استرس و اضطراب پاسخ مناسبی به درمان طب سوزنی می‌دهند یا موارد دیگری از بیماری ها[۵۱]
برای درد حاد کمر، طب سوزنی اثر مثبتی نداشته است ولی در دردهای مزمن کمر اثر بخشی مثبتی مشاهده شده است. این اثر مثبت تفاوتی با اثر درمان‌های معمول پزشکی امروزی یا سنتی نبوده است.
اثر طب سوزنی در همراهی با روش باروری آزمایشگاهی (IVF) هم مثبت و هم منفی بوده است.
در مورد اثر طب سوزنی بر تهوع و استفراغ بعد عمل پژوهش‌ها نشان داد که طب سوزنی اثر مثبتی داشته اما اثرش کمتر یا مساوی با اثرات داروهای رایج بوده است.
اثر طب سوزنی بر تهوع ناشی از بارداری پنجاه درصد بیش از اثر درمان توسط دارونما بوده است.
اثر طب سوزنی بر درد گردن در مطالعاتی بیشتر از اثر درمان توسط دارونما بوده است.
اثر درمانی طب سوزنی بر درد مزمن شانه مثبت بوده است.
در مورد اثر بر دردهای آرتروز نتایج پژوهش‌ها نقض‌کننده هم هستند. هم نتایج مثبت و هم نتایج منفی از این تحقیقات به دست آمده است.
در پی یک بازبینی سیستمیک پژوهش‌ها مشخص شد که طب سوزنی اثری در درمان ماهیچه‌درد الیافی (فیبرومیالژی) ندارد.
در مورد این بیماری‌ها هم مطالعه گروه کوکران (Cochrane Collaboration) نتوانست شواهدی مبنی بر اثر مثبت یا منفی به نفع طب سوزنی بیابد که این به علت تحقیقات ضعیف، مبهم و بد کیفیت بوده و نیاز به مطالعات بهتر احساس می‌شود: آسم فلج بل، وابستگی به کوکائین، افسردگی بالینی، دیس منوره (با استفاده از تحریک الکتریکی پوست), صرع، گلوکوم، بی‌خوابی، سندرم روده تحریک‌پذیر، تحریک زایمان بچه، آرتریت روماتوئید، درد شانه، روان گسیختگی، ترک سیگار، سکته حاد، توانبخشی پس از سکته، آرنج تنیس‌بازان، و فراموشی عروقی.

## خطرات طب سوزنی
در رابطه با خطرات و عوارض طب سوزنی می‌توان گفت که این روش درمانی در صورتی که توسط پزشک مجرب انجام شود تقریباً کم خطرترین و کم عارضه‌ترین شیوه درمانی است. در صورتی‌که فرد دچار اختلال خون‌ریزی دهنده باشد یا از داروهای رقیق‌کننده خون استفاده کند، استفاده از طب سوزنی برای وی خطرناک می‌باشد. همچنین استفاده از سوزن‌هایی که به خوبی ضدعفونی و استریل نشده‌اند، خطر آلوده شدن فرد را به‌دنبال دارند.

## طب سوزنی در ایران
در ایران تمایل به این نوع درمان گسترش یافته و کلینیک‌های گوناگونی برای آن تأسیس شده است. معاون وزیر بهداشت ایران اعتقاد دارد که طب مکمل شامل رشته‌های مختلف مانند کایروپراکتیک، طب سوزنی و همئوپاتی است که هیچ‌کدام از آن‌ها در دانشگاه‌های علوم پزشکی کشور تدریس نمی‌شود و معدود افرادی که در این رشته‌ها در کشور فعالیت دارند، خارج از کشور دوره دیده‌اند. به گفته وی کمتر از ۳۰۰ نفر از افراد دوره دیده این رشته‌ها در خارج از کشور، در ایران فعالیت قانونی دارند.

## تأثیر طب سوزنی بر دستگاه گوارش
توجه به گزارش‌ها آزمایشگاهی و بالینی، طب سوزنی در درمان اختلالات گوناگون دستگاه گوارش باعث بهبود چشمگیر این بیماران شده است. تحقیقات مختلف توانستند نقش طب سوزنی را در درمان سیستم گوارشی، از خشکی دهان الی اختلالات عملکردی همچون ریفلاکس، تهوع و استفراغ، سندرم رودهٔ تحریک پذیر (IBS)، سوء هاضمه، یبوست، اسهال، نفخ شکم، اختلالات صفراوی و مری، فرایندهای التهابی در روده، نقرس و کولیت نشان دهند
شرایطی که باعث پروسه‌های التهابی، به خصوص در رودهٔ کوچک و رودهٔ بزرگ می‌شود را به‌طور کلی التهاب دستگاه گوارش می‌نامند. از زخم روده و بیماری کرون می‌توان به عنوان شایع‌ترین و اصلی‌ترین بیماری‌های مختص به التهاب دستگاه گوارش نام برد. در سال ۲۰۱۰، حدود ۳۴۰۰۰ نفر تنها به علت بیماری‌های گوارشی فوت کردند.